# Almas
För andra betydelser, se Almas (olika betydelser).
Almas är en mystisk människoliknande varelse som påstås ha observerats i bland annat Mongoliet, Altajbergen och Pamir. Även i Kaukasus finns rapporter om att Almas har observerats. Varelsen ska enligt vissa observationer ha stora likheter med den berömda Yetin (Den förfärlige snömannen) som påstås leva i Himalaya.  Men enligt majoriteten av de rapporterade observationenerna (som går hundratals år tillbaka) ska Almas vara mycket mer lik moderna människor än Yetin. Yetin är framförallt mycket större. Båda är dock kända för sin styrka. En teori går ut på att Almas kan vara en rest av Neanderthalmänniskorna. Enligt legenderna så bor Almas i grottor i avlägsna bergsområden.
Historier om Almas har använts i ibland annat Mongoliet för att barn ska bli mer ordentliga och bete sig bättre. Historier om att Almas finns i vissa områden har även använts för att få barn att hålla sig borta från dessa områdena om nätterna.
Några konkreta bevis på att Almas verkligen existerar saknas helt och de flesta forskare avvisar observationerna som rena påhitt eller folksägner. En påstådd Almas-kvinna, Zana, som tillfångatogs i Abkhazien på 1800-talet visade sig år 2021 efter DNA-analys av hennes skelett vara en kvinna från Östafrika som förslavats under Osmanska riket och sannolikt led av hypertrikos.